# Phellinus semihispidus
Phellinus semihispidus är en svampart som beskrevs av Ryvarden 2004. Phellinus semihispidus ingår i släktet Phellinus och familjen Hymenochaetaceae.   Inga underarter finns listade i Catalogue of Life.